# Challenger de Taipéi 2 2024
El torneo Taipei OEC Open 2024 fue un torneo de tenis perteneció al ATP Challenger Tour 2024 en la categoría Challenger 125. Se trató de la 1ª edición; el torneo tuvo lugar en la ciudad de Taipéi (Taiwan), desde el 21 hasta el 27 de octubre de 2024 sobre pista dura bajo techo.

## Jugadores participantes del cuadro de individuales
| Preclasificado | País                      | Jugador            | Rank1 | Posición en el torneo |
| 1              | Bandera de Australia      | Aleksandar Vukic   | 85    | Semifinales           |
| 2              | Bandera de China Taipéi   | Taro Daniel        | 89    | CAMPEÓN               |
| 3              | Bandera de Australia      | Adam Walton        | 102   | FINAL                 |
| 4              | Bandera de China Taipéi   | Tseng Chun-hsin    | 125   | Semifinales           |
| 5              | Bandera de Hong Kong      | Coleman Wong       | 133   | Cuartos de final      |
| 6              | Bandera de Estados Unidos | Mackenzie McDonald | 137   | Cuartos de final      |
| 7              | Bandera de Japón          | Yasutaka Uchiyama  | 140   | Segunda ronda         |
| 8              | Bandera de China Taipéi   | Wu Tung-lin        | 228   | Primera ronda         |

- 1 Se ha tomado en cuenta el ranking del 14 de octubre de 2024.

### Otros participantes
Los siguientes jugadores recibieron una invitación (wild card), por lo tanto ingresan directamente al cuadro principal (WC):
- Ray Ho
- Huang Tsung-hao
- Chung Hyeon

Los siguientes jugadores ingresan al cuadro principal tras disputar el cuadro clasificatorio (Q):
- Thanapet Chanta
- Lee Kuan-yi
- Mitsuki Wei Kang Leong
- Shin San-hui
- Yusuke Takahashi
- Kaito Uesugi

## Campeones

### Individual Masculino
- Taro Daniel derrotó en la final a  Adam Walton por 6–4, 7–5

### Dobles Masculino
- David Stevenson /  Marcus Willis derrotaron en la final a  Nam Ji-sung /  Joshua Paris por 6–3, 6–3